# ゴールド (ディスコ)
GOLD（ゴールド）は、1989年から1995年にかけて、東京都港区海岸三丁目で営業していた大型ディスコ。「クラブ」としても言及される。立地していた海岸三丁目は、行政上の地名の「芝浦」とは、運河を挟んで対岸に位置していたが、芝浦GOLD（しばうらゴールド）と通称され、「芝浦のGOLD」として言及されることがよくあった。
芝浦GOLDの開店は、東京における「クラブシーンの幕開け」とも称される。
倉庫を改装した7階建ての建物で、新宿ツバキハウスの店長などを務めた佐藤俊博によってプロデュースされ、都築響一が空間プロデュースに関わった。それまでニューヨークで活動していた高橋透が開店に合わせて招聘され、メインDJ/サウンドプロデューサーとなり、おもにハウス・ミュージックやガラージ・サウンドをかけた。
イベントとしてファッションショーが開催されたり、入店の条件に光るものを身につけることを求める企画なども行われていた。
GOLD閉店後、建物は程なくして解体され、跡地にはマンションが建設された。